# Ordine del Nilo
L'Ordine del Nilo (in arabo: قلادة النيل Qilādat an-Nil) è la più alta delle onorificenze dell'Egitto.

## Storia
L'Ordine del Nilo venne fondato nel 1915 dal sultano Ḥusayn Kāmil per ricompensare quanti si fossero distinti nel servizio alla patria. Esso trae ispirazione dal fiume Nilo, da sempre importante fonte di sostentamento per tutto l'Egitto.

## Insegne
La medaglia consiste in un pendente a goccia con un disco verde mare al centro decorato con piccoli monti in oro, al centro del quale si trova un bassorilievo raffigurante un'allegoria della nascita del fiume Nilo. Il tutto è circondato da una ghiera dorata e decorata con otto rubini e due turchesi.
Il nastro è azzurro con una striscia gialla per parte.

## Classi
L'ordine consta delle seguenti classi:
- Collare
- Gran Cordone
- Grand'Ufficiale
- Commendatore
- Ufficiale
- Cavaliere

A tutt'oggi sono rimaste in auge le sole classi di Collare (concesso in prevalenza a capi di Stato egiziani e stranieri) e Gran Cordone. Le altre sono state conferite in passato ma possono considerarsi attualmente obsolete.
| Nastri          |              |              |
| Cavaliere       | Ufficiale    | Commendatore |
| Grand'Ufficiale | Gran Cordone | Collare      |

## Insigniti notabili
- Federico X di Danimarca
- Marcelo Rebelo de Sousa
- Idris di Libia
- Peter Acland
- Akihito del Giappone
- Nikita Sergeevič Chruščёv
- Louis Bols
- Mohammed Zahir Shah, Collare (22 ottobre 1960)
- Nelson Mandela
- Harold Knox-Shaw
- Louis Mountbatten, (IV Classe) 1922
- Charles Paget, 1915
- Reginald Wingate, 1915
- Naguib Pasha Mahfouz, 1919
- Lancelot Lowther, 1920
- Josip Broz Tito, (28 dicembre 1955)
- Walter Ulbricht, 1965
- Elisabetta II del Regno Unito, (6 novembre 1975)
- Émile Lahoud (2000)
- Suharto
- Makarios III
- George Vasiliou
- Ahmed Zewail
- William E. Simon
- William Birdwood
- Amha Selassie di Etiopia
- William Peyton (II Classe), 1916
- Eric Gascoigne Robinson
- Aubrey Faulkner
- Cecil L'Estrange Malone
- Jagatjit Singh Sahib Bahadur (Gran Cordone), 31 marzo 1924
- John Percival
- Mervyn Whitfield, 1917
- Hussein Refki Pasha (Gran Cordone)
- Maurice Amos (Gran Cordone)
- Hosni Mubarak (Gran Cordone)
- Amedeo Tommasi (V classe, Cavaliere), 1933
- Giuseppe Biondelli, 1927
- Dalida